# STAR (玉置浩二の曲)
「STAR」（スター）は、日本のシンガーソングライターである玉置浩二の楽曲。
1995年6月21日にSony Recordsから9作目のシングルとしてリリースされた。前作「LOVE SONG」（1994年）よりおよそ7か月ぶりとなるシングルであり、作詞は玉置および田村コウ、作曲は玉置が担当している。
アコースティック・ギターを前面に出した「優しいメロディと歌」で構成された楽曲であり、5枚目のアルバム『CAFE JAPAN』（1996年）からの先行シングルとしてリリースされた。本作は'95東京電力CM「バヂャー家シリーズ」のイメージソングとして使用され、オリコンシングルチャートにおいて最高位90位となった。

## 音楽性
ベスト・アルバム『ALL TIME BEST』（2017年）の楽曲解説では、アコースティック・ギターによる演奏をメインとした「優しいメロディと歌」で構成された楽曲であると表記した上で、情熱的な楽曲とは大きく異なり抑えめで囁くようなボーカルスタイルが「繊細さを感じさせてくれる」と表記している。同解説では本作が「玉置節」であると指摘したほか、アルバム『LOVE SONG BLUE』（1994年）収録の「星になりたい」や『JUNK LAND』（1997年）収録の「太陽さん」、『GRAND LOVE』（1998年）収録の「DANCE with MOON」、『スペード』（2001年）収録の「△（三角）の月」および「太陽になる時が来たんだ」、『PRESENT』（2006年）収録の「やせっぽちの星」、23枚目のシングル「惑星」（2007年）、『GOLD』（2014年）収録の「宙」などを例に挙げ、玉置の作品には星や月、宇宙を題材にしたものが多く存在するとも指摘している。

## リリース、メディアでの使用、チャート成績
本作は1995年6月21日にSony Recordsより8センチCDとしてリリースされ、同年の東京電力CM「バヂャー家シリーズ」のイメージソングとして使用された。カップリング曲の「正義の味方」は4枚目のアルバム『LOVE SONG BLUE』からのリカット収録となった。
本作はオリコンシングルチャートにて最高位90位の登場週数1回となり、売り上げ枚数は0.4万枚となった。2022年に実施されたねとらぼ調査隊による玉置のシングル曲人気ランキングでは23位となった。

## カバー
- 陳德容（中国語版） - 北京語バージョン、「默契」のタイトルでアルバム『愛你愛好多』（1996年）に収録。
- 林慧萍（中国語版） - 北京語バージョン、「給男人的搖籃曲」のタイトルでアルバム『忘了我是女人』（1996年）に収録。
- レオン・ライ（黎明） - 広東語バージョン、「告訴我你會在夢境中等我」のタイトルでアルバム『夢、追踪』（1995年）に収録。

## シングル収録曲
| 全作曲: 玉置浩二。 |                |                    |            |                |      |
| #                  | タイトル       | 作詞               | 作曲・編曲 | 編曲           | 時間 |
| 1.                 | 「STAR」       | 玉置浩二、田村コウ | 玉置浩二   | 玉置浩二       | 4:12 |
| 2.                 | 「正義の味方」 | 玉置浩二           | 玉置浩二   | 玉置浩二、星勝 | 4:45 |
| 合計時間:          | 合計時間:      | 合計時間:          | 合計時間:  | 8:57           |      |

## リリース履歴
| No. | 日付           | レーベル                       | 規格                   | 規格品番  | 最高順位 | 備考 |
| --- | -------------- | ------------------------------ | ---------------------- | --------- | -------- | ---- |
| 1   | 1995年6月21日  | Sony Records                   | 8センチCD              | SRDL-4038 | 90位     |      |
| 2   | 2013年11月27日 | ソニー・ミュージックダイレクト | デジタル・ダウンロード | -         | -        |      |

## 収録アルバム
「STAR」
- 『CAFE JAPAN』（1996年）
- 『田園 KOJI TAMAKI BEST』（1998年）
- 『ALL TIME BEST』（2017年）

「正義の味方」
- 『LOVE SONG BLUE』（1994年）
- 『田園 KOJI TAMAKI BEST』（1998年）
- 『THE BEST ALBUM 35th ANNIVERSARY 〜メロディー〜』（2022年）